# وو هوی جو
وو هوی جو (انگلیسی: Wu Hui-ju؛ زادهٔ ۱۲ نوامبر ۱۹۸۲) کماندار اهل چین است.